# Barranc d'Estany Roi
El Barranc d'Estany Roi és un barranc que discorre del tot dins del terme municipal de la Vall de Boí, a la comarca de l'Alta Ribagorça, i dins la zona perifèrica del Parc Nacional d'Aigüestortes i Estany de Sant Maurici.
Situat en la Vall de Llubriqueto, té el naixement a 2.304 metres, a l'Estany Roi. El seu curs inicial discorre cap al sud-est i va girant cap a llevant fins a desembocar, a 1.988 metres, al Barranc de Llubriqueto en el Pla de la Cabana.